# Rafael Casalbón y Geli
Rafael Casalbón y Geli (1729 - 1787) jesuita, bibliógrafo y erudito español de la Ilustración.

## Biografía
Fue doctor en Teología y Bibliotecario en la Real de Madrid, donde, tras la muerte de Juan de Iriarte, trabajó en la catalogación de los manuscritos griegos. Por encargo del bibliotecario mayor Juan de Santander (1712-1783) publicó junto a Juan Antonio Pellicer y Saforcada (1738-1806), con la colaboración de Tomás Antonio Sánchez (1723-1803), una nueva edición ampliada de la gran obra bibliográfica de Nicolás Antonio Biblioteca hispana nova en dos tomos bajo el título de Bibliotheca hispana nova; sive, Hispanorum scriptorum qui ab anno MD. ad MDCLXXXIV. floruere notitia, 1783 y 1788, 2 vols., fruto de un trabajo conjunto de decenas de años.

## Obra
- Actas de S. Cosme y S. Damian médicos árabes: y pruebas de la inverisimilitud con que se ha pretendido introducir otros santos con este nombre Madrid: En la Imprenta Real, 1785.

- Datos: Q6097124
- Multimedia: Rafael Casalbón y Geli / Q6097124